# زنزانة (فلم)
زنزانة، هو فيلم جريمة-دراما إماراتي، من إخراج ماجد الأنصاري، الفيلم من بطولة صالح بكري وعلي سليمان وعهد كامل وعلي الجابري وعبد الله الشحي ومنصور الفيلي وياسا جمعة وإياد حوراني. تفيد التقارير بإنه الفيلم الأول من نوعه الذي يتم إنتاجه في الإمارات. كما إنه الفيلم الطويل الأول الذي يخرجه ماجد الأنصاري.
شارك الفيلم في مسابقة المهر الإماراتي ضمن فعاليات مهرجان دبي السينمائي الدولي 2015. وصدر بتاريخ 10 ديسمبر 2015 في الإمارات العربية المتحدة. 
أما في مصر فقد صدر بتاريخ 17 ديسمبر 2015.

## ملخص القصة
في أحد أقسام الشرطة النائية، يقبع «طلال» خلف زنزانة معذبًا بالذكريات التي تنتابه حول مطلقته وابنه وهو في انتظار مصيره داخل الحبس، وفي تلك الأثناء يزور قسم الشرطة ضابط شرطة سيكوباتي قادم من بلدة مجاورة يدعى «دبان»، والذي يحول زيارته لقسم الشرطة إلى حمام دم، ويضطر «طلال» لإدعاء الجنون من أجل حماية عائلته مما قد يفعله هذا الضابط.

## طاقم العمل
- صالح بكري بدور «طلال».
- علي سليمان بدور «الدبّان».
- عهد كامل بدور «وفا».
- علي الجابري بدور «بو حمد».
- عبد الله الشحي بدور «الشريف عثمان».
- منصور الفيلي بدور «الشرطي».
- ياسا جمعة بدور «عايدة».
- إياد حوراني بدور «كساب».[9]

## الإستقبال النقدي
قال الناقد السينمائي الأمريكي «جو ليدون» في مجلة «فيرايتي» (Variety) عن الفيلم بإنه «فيلم نوار-جديد من الطراز العالمي»، وأشاد بالفيلم أيضاً ناقدين من موقع هافينغتون بوست وأوستن كرونيكل.

## إنظر أيضاً
- إشتباك (فيلم)

## وصلات خارجية
- مقالات تستعمل روابط فنية بلا صلة مع ويكي بيانات
- زنزانة على موقع فيسبوك
- زنزانة على موقع إنستقرام